# Mother’s Day – Liebe ist kein Kinderspiel
Mother’s Day – Liebe ist kein Kinderspiel (Originaltitel: Mother’s Day) ist eine US-amerikanische Romantik-Komödie von Garry Marshall aus dem Jahr 2016. Der Film startete am 29. April 2016 in den US-amerikanischen und am 25. August 2016 in den deutschen Kinos.

## Handlung
Rund um den Muttertag nehmen die Geschichten mehrerer Mütter ihren Lauf, die auf unterschiedliche Weise miteinander verwoben sind. Sandy ist alleinerziehend und muss damit zurechtkommen, dass ihr Ex-Mann Henry wieder heiratet und seine Braut mit Anfang 20 wesentlich jünger als sie ist, sodass selbst ihre eigenen Söhne auf dumme Gedanken kommen. Jesse und Gabi wiederum haben ihren Eltern schon seit Jahren einige pikante Details aus ihren Leben verheimlicht und geraten durch einen plötzlichen Besuch in Erklärungsnot. Jesse hat einen Arzt indischer Abstammung geheiratet, mit dem sie mittlerweile auch einen gemeinsamen Sohn hat. Gabi wiederum lebt mit ihrer Partnerin Max zusammen. Die erfolgreiche Fernsehmoderatorin Miranda scheint hingegen die Liebe aus ihrem Leben verbannt zu haben. Lieber verkauft sie magische Steine an ihre Kunden. Sie alle müssen sich auf neue Wege einlassen, um einen harmonischen Muttertag verbringen zu können und ihr Leben wieder auf die Reihe zu bekommen.

## Produktion
Die Dreharbeiten begannen am 18. August 2015 in Atlanta, Georgia. Julia Roberts erhielt für vier Drehtage einen Betrag von 3 Millionen US-Dollar. Der Film verkaufte sich gut, wurde aber von vielen Filmkritikern negativ bewertet. Rotten Tomatoes sammelte nur 8 % positive Kritiken.

## Kritik
Der Filmdienst merkte an, der Film bliebe „visuell eher einer Fernsehästhetik“ verhaftet und schaffe es nicht, die Charaktere „mit einer gewissen Tiefe auszustatten“. „Nur gelegentlich“ blitze die „einstige Meisterschaft des Komödie-Spezialisten Garry Marshall […] auf.“